# Гавр (Морбијан)
Гавр (фр. Gâvres) је насељено место у Француској у региону Бретања, у департману Морбијан.
По подацима из 2011. године у општини је живело 711 становника, а густина насељености је износила 378,19 становника/km².

## Демографија
| 1962. | 1968. | 1975. | 1982. | 1990. | 2011. |
| ----- | ----- | ----- | ----- | ----- | ----- |
| 1.205 | 1.166 | 1.076 | 939   | 848   | 711   |